# Schwarzenbach am Wald
Schwarzenbach am Wald je město v německé spolkové zemi Bavorsko, v zemském okresu Hof. Leží na spolkové silnici 173.

## Geografie

### Místní části
Obec je oficiálně rozdělena na 41 částí:
| - Äußera - Bernstein am Wald - Breitengrund - Döbra - Dorschenmühle - Gemeinreuth - Göhren - Gottsmannsgrün - Grubenberg - Hohenzorn - Hühnergrund - Kleindöbra - Lerchenhügel (dříve Affennest) - Löhmar | - Löhmarmühle - Meierhof - Oberleupoldsberg - Pillmersreuth - Poppengrün - Poppengrund - Räumlas - Rauschenhammermühle - Rodeck - Sängerwald - Schlag - Schönbrunn - Schönwald - Schmölz | - Schübelhammer - Schwarzenbach am Wald - Schwarzenstein - Sorg - Straßdorf - Straßhaus - Süßengut - Thiemitz - Thron - Überkehr - Unterleupoldsberg - Viceburg - Zuckmantel |

## Historie
První písemná zmínka o sídle pochází z roku 1388. Ve středověku se zde těžila železná a měděná ruda. Od roku 1792 patřilo území Prusku, po tylžském míru v roce 1807 Francii a po roce 1810 Bavorsku. Současná obec vznikla v roce 1818. 1. ledna 1972 byla připojena obec Meierhof.

## Památky
- pomník obětem koncentračních táborů a nuceně nasazených na místním hřbitově

## Osobnosti obce
- Philipp Wolfrum (1854–1919), hudební skladatel a varhaník
- Wilhelm Kopf (1909–2001), diplomat
- Matthias Herdegen (* 1957), právník